# 麥卡萊斯特山
79°41′S 84°20′W / 79.683°S 84.333°W
麥卡萊斯特山（英語：Mount Macalester），是南極洲的山峰，位於埃爾斯沃思地，屬於赫里蒂奇嶺中索霍爾特峰的一部分，海拔高度2,480米，美國地質調查局根據測量和該國海軍的空中照片繪入地圖，現時由南極條約體系管理。